# Populous: The Beginning
Populous: The Beginning é um jogo eletrônico do gênero de estratégia em tempo real para Microsoft Windows e PlayStation da série Populous, desenvolvida pela Bullfrog Productions. A versão para o computador foi lançada em 30 de novembro de 1998 na América do Norte. Uma versão para o PlayStation foi mais tarde desenvolvida e lançada no dia 2 de abril de 1999. Diferentemente das versões anteriores da série, onde o jogador fazia o papel de um Deus que influenciava seus seguidores, The Beginning fez uma mudança radical ao colocar o jogador no papel de um shamã, que lidera sua tribo diretamente. Ao longo das vinte e cinco missões da campanha, o jogador lidera sua tribo pelo sistema solar, dominando tribos inimigas e adquirindo novas fontes de magia, com a missão final do shamã virar um Deus. Populous: The Beggining ainda é jogado nos dias de hoje no modo multijogador pelo programa Populous MatchMaker, criado por Alacn e aperfeiçoado por IncaWarrior; é possível jogar com quatro jogadores(azul, vermelho, amarelo e verde)..